# غرانت ميتشيل
غرانت ميتشيل (بالإنجليزية: Grant Mitchell (actor)) (و. 1874 – 1957 م) هو ممثل، وممثل مسرحي من الولايات المتحدة الأمريكية ولد في كولومبوس، أوهايو.

## التعليم
تعلم في كلية هارفارد للحقوق.

## روابط خارجية
- غرانت ميتشيل على موقع IMDb (الإنجليزية)
- غرانت ميتشيل على موقع ألو سيني (الفرنسية)
- غرانت ميتشيل على موقع أول موفي (الإنجليزية)
- غرانت ميتشيل على موقع قاعدة بيانات برودواي على الإنترنت (الإنجليزية)
- غرانت ميتشيل على موقع قاعدة بيانات الأفلام السويدية (السويدية)
- غرانت ميتشيل على موقع إن إن دي بي (الإنجليزية)
- غرانت ميتشيل على موقع قاعدة بيانات الفيلم (الإنجليزية)
- غرانت ميتشيل على موقع كينوبويسك (الروسية)